# جين راسيل
جين راسيل (بالإنجليزية: Gene Russell)‏ هو عازف بيانو وملحن أمريكي، ولد في ديسمبر 1932، وتوفي في 1981.